# Pont-Noyelles
Pont-Noyelles é uma comuna francesa na região administrativa de Altos da França, no departamento de Somme. Estende-se por uma área de 8,62 km². Em 2010 a comuna tinha 847 habitantes (densidade: 98,3 hab./km²).